# تل الصافي
تل الصافي، قرية فلسطينية مهجّرة، تقع شمال غرب قضاء الخليل، على بعد 26 كم من مركز القضاء. يُحيط بها أراضي مغلس، عجور، دير الدبان، ذكرين وبركوسيا. احتللت القرية ودُمرت يوم 9 تموز\يوليو 1948 ضمن عمليه ان-فار التي قام بها لواء جفعاتي، حيث احتلت ودمرت مع قريه بركوسيا القريبة في نفس اليوم.

## نبذة عن القرية
نشأت قرية تل الصافي فوق أحد التلال التي تمثل القواعد الغربية لمرتفعات الخليل. تحيط بموقعها الذي يراوح ارتفاعه ما بين 150-175م عن سطح البحر أودية هي المجاري العليا لوادي بركوسيا المتجه غربًا والمسار بقريتي تل الترمس والتينة، كما يحفّ وادي عجور بالطرف الشمالي لتل الصافي، في حين يجري وادي النار في طرفها الغربي.
تألفت تل الصافي من بيوت اللبن والحجر التي اتخذت في مخططها شكل النجمة، فامتدت المباني في محاور بمحاذاة الدروب الخارجة من القرية. اشتملت القرية على خدمات ومرافق عامة كالسوق والمسجد وبئر الشرب، ويوجد في طريقها الشرقي مقام الشيخ محمد، كما توجد فيها آثار قلعة صليبية وجدران ومدافن ومغارة. تم العثور في أراضي القرية على نقش تل الصافي، الذي يعود تاريخه إلى القرن العاشر قبل الميلاد.
اتجه نموّها العمراني في الجهات الأربع، حتى وصلت مساحتها إلى 68 دونمًا. وتحيط بها الخرائب الأثرية من جميع الجهات، مثل دمدم، ذكر، عطربة، اسطاس، الصافية والبطم.
بلغت مساحة أراضيها 28,925 دونمُا منها 11 دونمًا للطرق والأودية و1,120 دونمًا تسربت إلى اليهود.
بلغ عدد سكان تل الصافي في عام 1922 نحو 644 نسمة. ازداد عددهم في عام 1931 إلى 965 نسمة يقيمون في 208 بيوت، وقدّر عدد السكان في عام 1945 بنحو 1,290 نسمة.

## احتلال القرية وتطهيرها عرقيًّا
كانت القرية هدفًا مركزيًا في عملية أن-فار التي شنّت في الفترة الفاصلة بين هدنتيّ الحرب (8-18 تموز/يوليو 1948)، ففي 7 تموز/يوليو 1948، أصدر قائد لواء غفعاتي، شمعون أفيدان، أوامره إلى الكتيبة الأولى بأن تستولي على منطقة تل الصافي وتطرد اللاجئين المخيّمين فيها لمنع تسلّل العدوّ من الشرق إلى هذا الموقع المهم. احتلّ الموقع في 9-19 تموز/يوليو. ولخّص تقرير للجيش الإسرائيلي، استشهد به المؤرخ الإسرائيلي بِني موريس، إلى أن الاستيلاء على تل الصافي قضى كليًّا على معنويات سكان القرى المجاورة.

## القرية اليوم
تغطي النباتات البرية الموقع، ويتفرق في أنحائه نبات الصبار وبعض أشجار النخيل والزيتون. بالإضافة لذلك، ثمة بقايا بئر وحيطان بركة متداعية. أمّا الأراضي المجاورة، فيستنبت المزارعون الإسرائيليون فيها الحمضيات ودوّار الشمس والحبوب. ويضرب قوم من البدو خيامهم في الجوار أحيانًا.

## المستعمرات الإسرائيلية على أراضي القرية
لا مستعمرات إسرائيلية على أراضي القرية.